# Борис Пилняк
Борѝс Андрѐевич Пилня̀к (на руски: Борис Андреевич Пильняк) е руски писател.
Роден е като Борис Вогау на 11 октомври (29 септември стар стил) 1894 година в Можайск, Московска губерния, в семейството на волжконемски ветеринарен лекар. През 1913 година постъпва в Московския търговски институт, където се дипломира през 1920 година. Започва да публикува като студент и става известен с романа си „Гола година“ (Голый год, 1922). През следващите години е сред най-издаваните съветски писатели както в страната, така и в чужбина. През октомври 1937 година, по време на Голямата чистка, е арестуван, след което е осъден на смърт за шпионаж в полза на Япония.
Борис Пилняк е разстрелян на 21 април 1938 година в Комунарка.